# Ризики в митній справі
Ризики в митній справі – ймовірність недотримання вимог законодавства України та міжнародних договорів, згода на обов’язковість яких надана Верховною Радою України, з питань митної справи.

## Поняття та сутність ризиків в митній справі

### Ризики в митній справі у законодавстві України
Стаття 361 Митного кодексу України визначає ризик як ймовірність недотримання вимог законодавства України з питань митної справи.
Ризик в митній справі за своєю суттю є митним ризиком, під яким розуміють кількісну величину митного виклику у вигляді визначеної оцінки або ймовірності реалізації діючої або потенційної митної загрози в зовнішньоекономічній діяльності, митних співвідношеннях та в галузі митної справи з погляду усвідомленої можливості виникнення митної шкоди.
На нормативно-правовому рівні розрізняють потенційні та виявлені ризики, а також фіскальні та нефіскальні ризики (ризики безпеки).

### Ризики в митній справі у міжнародному законодавстві
У галузі міжнародного митного права ризики в митній справі трактуються документами, які розроблені під егідою Всесвітньої митної організації. Зокрема, у Керівництві до Генерального додатку до Кіотської конвенції ризик визначається як потенційне недотримання митного законодавства, а у Компендіумі з ризик-менеджменту – як вплив невизначеності на цілі.
Відповідно до Митного кодексу ЄС, термін «ризик» означає ймовірність і наслідки настання події стосовно прибуття, вибуття, транзиту, переміщення або кінцевого використання товарів, переміщуваних між митною територією ЄС та країнами або територіями, які не є частиною такої території, а також стосовно перебування на митній території ЄС товарів із третіх країн, яка:
- перешкоджатиме правильному застосуванню інструментів ЄС або національних інструментів;
- ставитиме під загрозу фінансові інтереси ЄС та його держав-членів;
- становитиме загрозу для безпеки ЄС та його резидентів, здоров’я людей, тварин або рослин, довкілля чи споживачів[7].

## Аналіз та управління ризиками в митній справі
Концептуальні підходи до здійснення аналізу та управління ризиками в митній справі, які застосовують митні адміністрації країн світу, визначені у Компендіумі з ризик-менеджменту Всесвітньої митної організації. Даний документ тісно пов’язаний зі стандартом 31000:2009 «Управління ризиками – Принципи та керівництва» Міжнародної організації зі стандартизації.

### Аналіз ризиків
Аналіз ризиків – це систематичне використання митними органами наявної у них інформації для визначення обставин та умов виникнення ризиків, їх ідентифікації і оцінки ймовірних наслідків недотримання вимог законодавства України з питань митної справи.
Об’єкти аналізу ризиків:
- характеристики товарів, транспортних засобів, що переміщуються через митний кордон України;
- характер зовнішньоекономічної операції;
- характеристика суб’єктів, що беруть участь у зовнішньоекономічній операції.

### Управління ризиками
Управління ризиками – це робота митних органів з аналізу ризиків, виявлення та оцінки ризиків, розроблення та практичної реалізації заходів, спрямованих на мінімізацію ризиків, оцінки ефективності та контролю застосування цих заходів.
Діяльність митних органів з оцінки та управління ризиками полягає у виконанні таких завдань:
1) формування інформаційної бази даних системи управління ризиками митних органів;
2) аналіз, виявлення та оцінка ризиків, у тому числі з використанням інформаційних технологій, що включають систематичне:
- виявлення умов і факторів, що впливають на виникнення ризиків;
- визначення областей ризику;
- визначення критеріїв із заданими наперед параметрами, використання яких дає можливість здійснювати вибір об’єкта контролю, що становить ризик (індикаторів ризику);
- здійснення оцінки імовірності виникнення ризиків та можливої шкоди у разі їх проявлення;

3) розроблення і реалізація практичних заходів з управління ризиками з урахуванням:
- результатів аналізу та оцінки ризиків;
- результатів аналізу необхідних ресурсів та очікуваних результатів реалізації запланованих заходів;

4) аналіз результатів та коригування вжитих заходів з управління ризиками, що включає:
- здійснення контролю за практичною реалізацією заходів;
- збір, оброблення та аналіз інформації про результати вжитих заходів з метою їх коригування та вдосконалення системи управління ризиками.

### Система управління ризиками
Митні органи застосовують систему управління ризиками (СУР) для визначення товарів, транспортних засобів, документів і осіб, які підлягають митному контролю, форм митного контролю, що застосовуються до таких товарів, транспортних засобів, документів і осіб, а також обсягу митного контролю.
Цілі застосування СУР:
- запобігання, прогнозування і виявлення порушень законодавства України з питань митної справи;
- забезпечення більш ефективного використання наявних у митних органів ресурсів та зосередження їх уваги на окремих згрупованих об’єктах аналізу ризику, щодо яких є потреба у застосуванні окремих форм митного контролю або їх сукупності, а також у підвищенні ефективності митного контролю (областях ризику);
- забезпечення в межах повноважень митних органів заходів із захисту національної безпеки, життя і здоров’я людей, тварин, рослин, довкілля, інтересів споживачів;
- прискорення митного оформлення товарів, що переміщуються через митний кордон України.

Автоматизована система управління ризиками (АСУР) – це сукупність програмно-інформаційних комплексів, які є складовою частиною єдиної автоматизованої інформаційної системи митних органів і які забезпечують функціонування СУР під час митного контролю та/або митного оформлення товарів, транспортних засобів.
АСУР функціонує на центральному рівні, передбачає застосування випадкового відбору та забезпечує визначення обсягу та форм митного контролю товарів, транспортних засобів комерційного призначення незалежно від того, якому митному органу подано митну декларацію (інший документ, що може використовуватися замість митної декларації відповідно до Митного кодексу України), для здійснення митних формальностей.